# 原正形贝目
原正形贝目（学名：Protorthida）是小嘴贝纲下的一个已滅絕目。

## 下属分类
本目下属分類如下：
- 原正形貝超科 Protorthoidea
  - 原正形貝科 Protorthidae
  - 科 Leioriidae
- 超科 Skenidioidea
  - 科 Skenidiidae